# Mediocalcar subteres
Mediocalcar subteres är en orkidéart som beskrevs av André Schuiteman. Mediocalcar subteres ingår i släktet Mediocalcar och familjen orkidéer. Inga underarter finns listade i Catalogue of Life.